# Криптокорина
Криптокори́на (лат. Cryptocorýne) — род тропических травянистых земноводных растений семейства Ароидные (Araceae).
Включает большое количество видов, прочно укоренившихся в аквариумистике. Некоторые аквариумисты собирают коллекции из многих видов этого рода.

## Название
Название рода происходит от лат. crypto («спрятанный») и греч. koryne («булава», «початок»).
По-английски называются водяными флейтами (англ. water trumpet), поскольку соцветия напоминают музыкальные духовые инструменты.

## Ботаническое описание

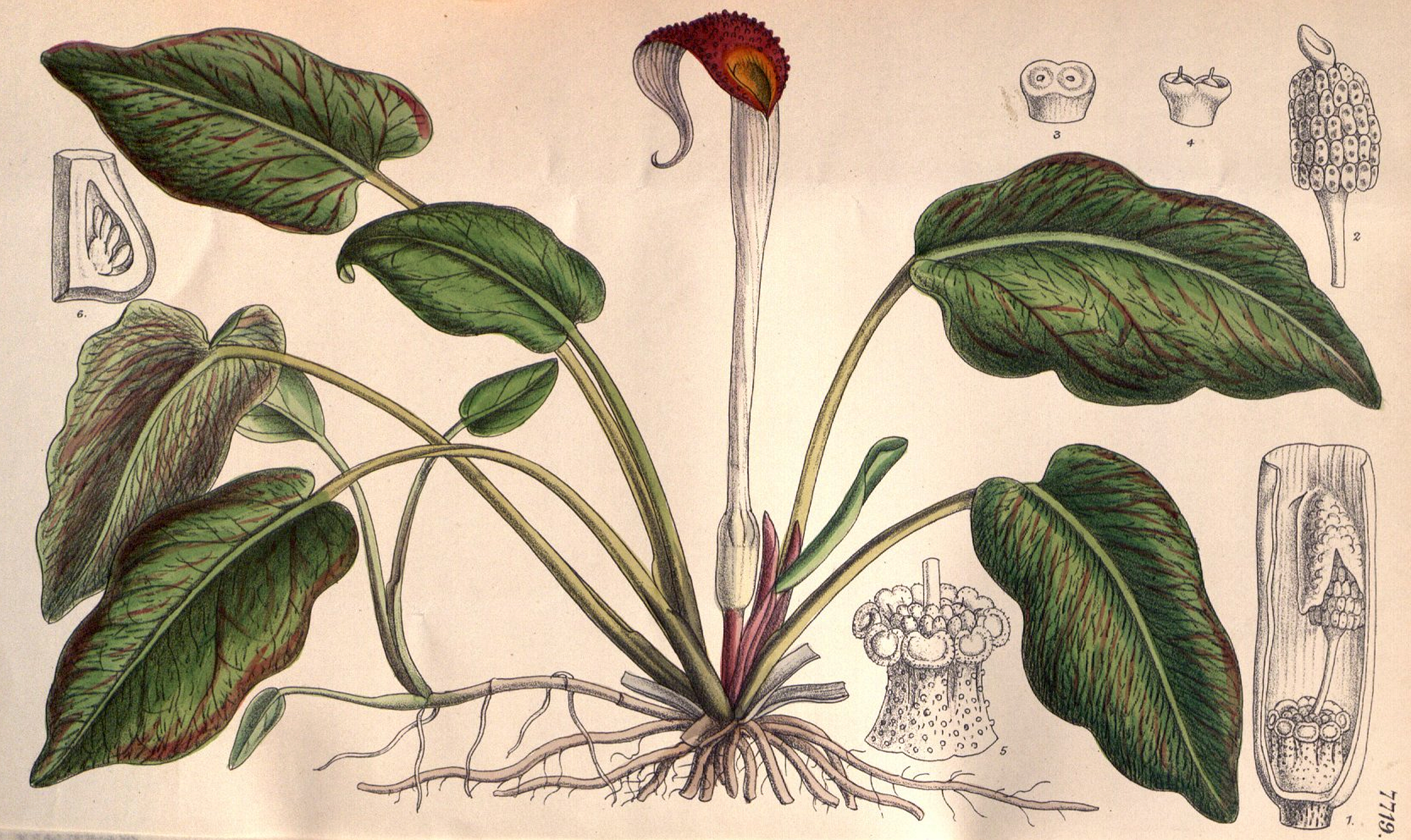
Криптокорина Гриффита (Cryptocoryne griffithii), Ботаническая иллюстрация в журнале «Curtis’s Botanical Magazine», том 126, 1900 г.

Небольшие корневищные травянистые растения, земноводные, но встречающиеся в плавающем, полупогруженном или наземном виде. Типичный фенотип — кустик из 5—15 листочков. В тканях есть млечные сосуды.

### Листья
Листья цельные, от ланцетовидной до яйцевидной формы, на черешках. Погруженные формы в ручьях могут иметь длинные лентовидные листья, которые при этом имеют пупырчатую поверхность (например Cryptocoryne aponogetifolia). Окраска листьев ярко-зелёная, оливковая, коричневатая, при падении освещённости — интенсивно-красная.

### Соцветие и цветки

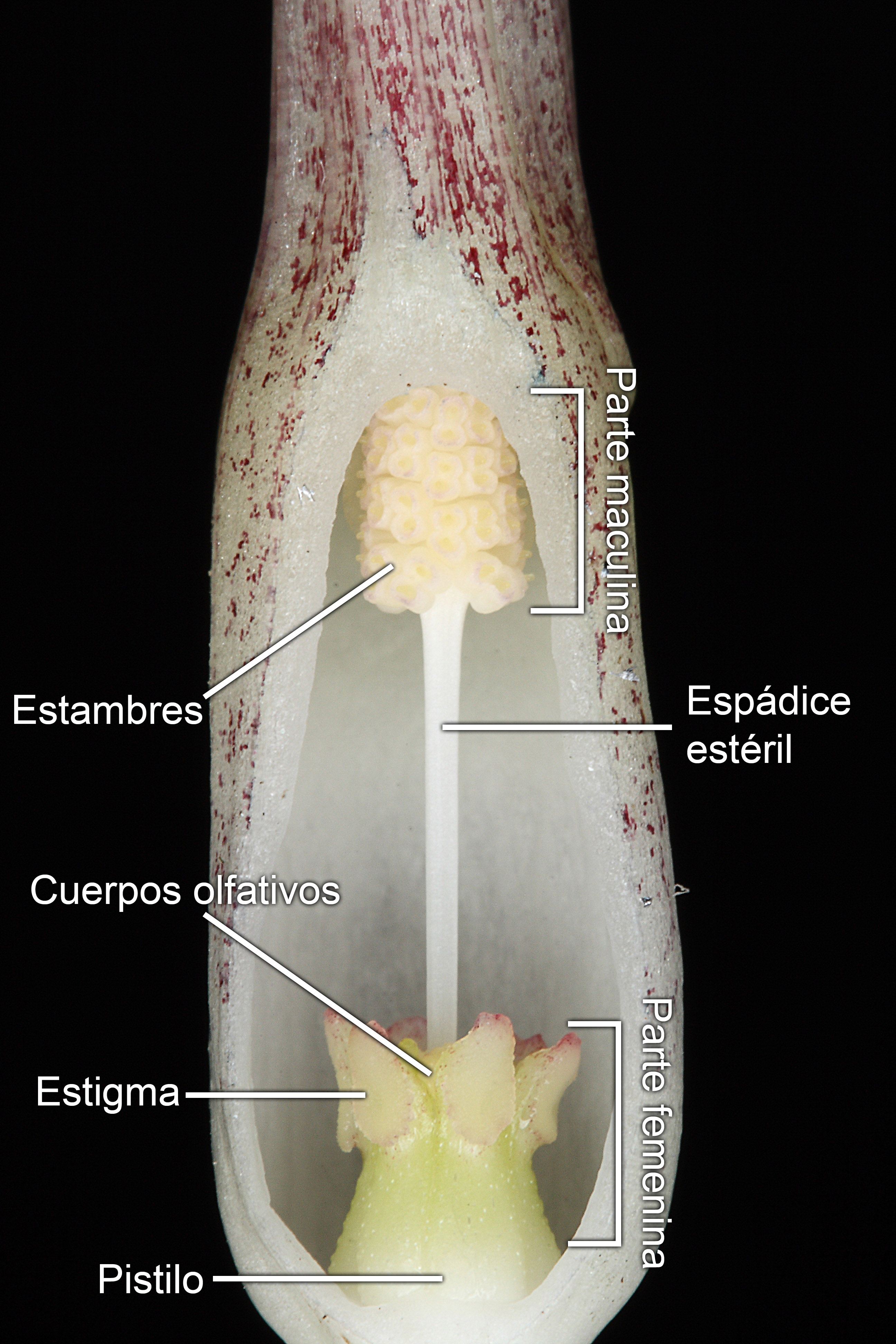
Строение соцветия

Соцветие небольшое, строение его очень своеобразно. Почти всё покрывало соцветия, часто причудливой формы и окраски, преобразовано в длинную узкую трубку с несколько вздутой нижней частью, внутри которой находится короткий початок, 1—3 см длиной. Трубка водонепроницаема, верхняя часть её возвышается над водой, нижняя — погружена в воду. Благодаря такому положению початок защищён от воздействия воды, хотя и находится ниже её уровня. Нижняя часть трубки покрывала, в которой находится початок, отделена от остальной части клапаном.
В нижней части початка расположены шесть женских цветков, образующих внешний круг из шести сросшихся гинецеев, внутренний круг женских цветков преобразован в стерильные подушечки — осмофоры. Выше по початку, после стерильной зоны расположены многочисленные мужские цветки (их может быть более 100), каждый из них состоит из двух тычинок. Оканчивается початок коротким придатком. Завязь одногнёздная, с несколькими семя-зачатками.

### Опыление
До цветения клапан, отделяющий часть соцветия с початком, и верхушка трубки закрыты и открываются лишь непосредственно перед началом женской фазы цветения. Привлечённые цветом покрывала и запахом, исходящим от ароматических подушечек, насекомые проникают в соцветие, но обратно уже выйти не могут, так как клапан открывается только вовнутрь. Если произошло опыление цветков, понижается упругость трубки и клапана, он подвядает и насекомые могут выбраться наружу. Мужская фаза цветения начинается на 3—4 день. В это время открываются пыльники, пыльца приклеивается к ползающим по трубке насекомым, и они переносят эту пыльцу на цветки других соцветий. Чешский исследователь Карел Ратай (1975) установил, что криптокорины посещаются мелкими насекомыми из отрядов двукрылых, перепончатокрылых и жуков (божьих коровок).

### Плод
Плод — сочная ягода, семя с эндоспермом.
Зародыш криптокорины образует зелёные зачатки листьев, ещё находясь внутри плода и семенной кожуры. Он имеет возможность развиваться в семени за счёт питательных веществ эндосперма, которые поставляет ему с помощью гаустории семядоля. Находясь внутри семенной кожуры почечка зародыша успевает сформировать множество зачатков листа и придаточные корни. К моменту раскрывания коробочки и освобождению семян от плода в них уже полностью сформирован всход. Попавшее в воду семя очень непродолжительное время плывёт по течению, но как только от него отделяется семядоля, теряет плавучесть, падает на дно и укореняется.

## Распространение и экология
Встречается в тропической и субтропической Азии: Китай, Индия, Бангладеш, Шри-Ланка, Лаос, Мьянма, Тайвань, Вьетнам, Борнео, Ява, Молуккские острова, Филиппины, Сулавеси, Новая Гвинея.
Растут в затенённых местах по рекам и ручьям, протекающим под пологом дождевых тропических лесов.
В естественных условиях криптокорины исключительно редко размножаются семенами, более обычно у них вегетативное размножение корневыми отпрысками и корневищами.

## Культивирование
Криптокорина широко культивируется по всему миру как аквариумное растение.
Несколько видов криптокорин очень широко распространены в аквариумной практике. Для большинства юных аквариумистов криптокорина — это первое «серьёзное» растение, которое нужно правильно посадить в грунт и добиться размножения в виде явного появления нового куста.
Криптокориной по умолчанию является Криптокорина сердцевидная (Cryptocoryne cordata). Она традиционно растет по углам в аквариумах у аквариумистов «старой школы». В таких условиях у неё среднего размера листья до 15 см и бледно-розовый окрас нижней стороны немного неровной листовой пластинки. «Кордата» действительно устойчива, и выживает в условиях слабой освещенности и обрастания водорослями.
Не менее устойчива Криптокорина жёлтая (Cryptocoryne lutea). Хорошо размножается в аквариумах начинающих аквариумистов. При этом (в условиях умеренного освещения) коричневая окраска только на черешке или чуть заходит на центр листовой пластинки. Молоденькие кустики лютеи можно спутать со многими другими подводными видами. В этом смысле «лютея» — типичная криптокорина.
Из других видов, чаще встречающихся в аквариумах рядовых любителей, можно отметить Криптокорину родственную (Cryptocoryne affinis) с ярко-малиновой изнанкой листьев (кстати в настоящее время очень редко встречающуюся) и Криптокорину апоногетонолистную (Cryptocoryne aponogetifolia), достигающей огромных размеров (до 1,5 м листья) и нетребовательной к характеристикам воды.
Прочие виды — удел специалистов и фанатов. Иногда можно встретить рощи Криптокорины Бекетта (Cryptocoryne beckettii), Криптокорины обратноспиральной (Cryptocoryne retrospiralis) или полянку Криптокорины Невилля (Cryptocoryne nevillii), посаженных чисто в декоративных целях, но все они относительно прихотливы и при разных аквариумных катаклизмах «пропадают».
Особенно декоративны виды с коричневыми и малиновыми листьями. Для ряда видов характерна пупырчатость листьев. Все это проявляется при ярком освещении. Крипокорины любят «старую» воду, хорошо себя чувствуют при подкисании грунта (вплоть до образования сероводорода). Для устойчивого роста необходима соответствующая корневая подкормка.
Некоторые виды исключительно сложны в содержании. Типичный пример — Криптокорина Твайтеза (Cryptocoryne thwaitesii), растущая в ручьях. Любители сложных криптокорин с неизбежностью приходят к культивированию их в полузатопленном состоянии в палюдариуме (ведь иначе цветения не добиться).
Для многих видов характерна подверженность «криптокориновой болезни» — быстрое ослизнение всей листовой массы всех криптокорин в аквариуме при резком изменении химических параметров воды — скачке pH . После этого из сохранившихся корневищ отрастают новые листья. Похожий эффект вызывают и различные механические повреждения листьев — ткани вокруг повреждений ослизняются и разрушаются с образованием отверстий и неровных краев, хотя лист продолжает жить ещё долго после этого.
Корневище криптокорины спиральной (Cryptocoryne spiralis), известное под названием «индийской ипекакуаны», используется как рвотное средство.

## Классификация

### История
Первый вид этого рода был описан Ретциусом в 1779 году как Arum spirale. Собственно род Cryptocoryne описан в 1828 году Фридрихом Фишером, немецким ботаником на русской службе, директором Императорского ботанического сада в Петербурге.

### Виды
Известно более 60 видов
Некоторые виды:
- Cryptocoryne affinis N.E.Br. — Криптокорина родственная
- Cryptocoryne alba de Wit
- Cryptocoryne albida R.Parker — Криптокорина ребристая
- Cryptocoryne aponogetifolia Merr. — Криптокорина апоногетонолистная
- Cryptocoryne auriculata Engl.
- Cryptocoryne beckettii Thwaites ex Trimen — Криптокорина Бекетта, или Криптокорина Петча
- Cryptocoryne bogneri Rataj
- Cryptocoryne bullosa Becc.
- Cryptocoryne ciliata (Roxb.) Fisch. ex Wydler — Криптокорина реснитчатая
- Cryptocoryne cognata Schott
- Cryptocoryne cordata Griff. — Криптокорина сердцевидная
- Cryptocoryne crispatula Engl.
- Cryptocoryne elliptica N.E.Br. — Криптокорина эллиптическая
- Cryptocoryne griffithii Schott — Криптокорина Гриффита
- Cryptocoryne lingua Becc. ex Engl. — Криптокорина языковидная
- Cryptocoryne longicauda Becc. ex Engl. — Криптокорина длиннохвостая, или Криптокорина жихорская
- Cryptocoryne minima Ridl. — Криптокорина маленькая
- Cryptocoryne nevillii Trimen — Криптокорина Невилля
- Cryptocoryne nurii Furtado — Криптокорина Нура
- Cryptocoryne parva de Wit
- Cryptocoryne pontederiifolia Schott — Криптокорина понтедериеволистная
- Cryptocoryne × purpurea Ridl. — Криптокорина пурпурная
- Cryptocoryne retrospiralis (Roxb.) Kunth — Криптокорина обратноспиральная
- Cryptocoryne scurrilis de Wit — Криптокорина шутовидная
- Cryptocoryne spiralis (Retz.) Fisch. ex Wydler typus[1] — Криптокорина спиральная
- Cryptocoryne thwaitesii Schott — Криптокорина Твайтеза
- Cryptocoryne undulata Wendt
- Cryptocoryne usteriana Engl.
- Cryptocoryne versteegii Engl. — Криптокорина Верштега
- Cryptocoryne walkeri Schott — Криптокорина Валкера, или Криптокорина жёлтая
- Cryptocoryne wendtii de Wit — Криптокорина Вендта
- Cryptocoryne × willisii Reitz — Криптокорина Виллиса, или Криптокорина блестящая